# Громовержцы*
«Громове́ржцы*» (англ. Thunderbolts*) — американский полнометражный художественный супергеройский фильм 2025 года, основанный на одноимённой команде комиксов издания Marvel Comics. Производством картины занималась Marvel Studios, дистрибьютором выступила компания Walt Disney Studios Motion Pictures. Является 36-й по счёту кинокартиной в медиафраншизе «Кинематографическая вселенная Marvel» (КВМ) и последней лентой в Пятой фазе данной франшизы. Режиссёром фильма выступил Джейк Шрейер, а сценаристами — Эрик Пирсон и Джоанна Кало. В фильме приняли участие Флоренс Пью, Себастиан Стэн, Уайатт Рассел, Ольга Куриленко, Льюис Пуллман, Джеральдин Вишванатан, Дэвид Харбор, Ханна Джон-Кеймен и Джулия Луи-Дрейфус. По сюжету, команда антигероев попадает в смертельную ловушку, участники которой должны работать вместе, чтобы выжить и выполнить опасную миссию.
Marvel Studios впервые упомянула о формировании Громовержцев в КВМ в 2021 году. В июне 2022 года стало известно, что фильм находится в разработке под руководством Шрайера и Пирсона. Основной актёрский состав был объявлен в сентябре, а актёры второго плана присоединились к проекту в начале 2023 года. Ли Сон Джин приступил к переработке сценария к марту 2023 года — он стал одним из тех, кто вернулся к работе со Шрайером после сериала Netflix «Грызня». Производство было отложено из-за двойной забастовки голливудских сценаристов и актёров 2023 года, что в начале 2024 года привело к ряду изменений в составе актёров. Тогда же к переписыванию сценария присоединилась Кало. Съёмки проходили с февраля по июнь 2024 года на студиях Trilith и Atlanta Metro в Атланте (штат Джорджия), а также в Юте и Куала-Лумпуре.
Премьера «Громовержцев*» состоялась 22 апреля 2025 года в кинотеатре Empire Leicester Square в Лондоне, а в США фильм вышел 2 мая. Критики встретили картину положительными отзывами.

## Сюжет
В Малайзии Елена Белова уничтожает экспериментальную лабораторию по поручению директора ЦРУ Валентины Аллегры де Фонтейн, которая хочет скрыть все следы своего участия в проекте «Часовой» организации O.X.E. Group по созданию сверхчеловека. За работу с O.X.E. Group Валентине грозит импичмент, который также поддерживает новый конгрессмен Джеймс «Баки» Барнс. Валентина отправляет Елену на секретный объект O.X.E., чтобы та помешала другой наёмнице, а именно Эйве Старр / Призраку, выкрасть секретные данные. После проникновения Елены в бункер на неё нападает Джон Уокер / Агент США, на него Антония Дрейкова / Таскмастер, а на неё Призрак. Во время битвы Призрак убивает Таскмастера, а группа встречает человека по имени Боб, который не помнит, как попал туда. Наёмники понимают, что Аллегра заманила их в бункер специально, чтобы убить всех сразу, так как они все работали на неё. С помощью совместной работы им удаётся сбежать из комнаты и избежать уничтожения.
Де Фонтейн узнаёт, что они выжили, включая Боба, и отправляется к бункеру. Помощница Валентины, Мэл, заявляет, что Боб участвовал в проекте «Часовой», причём все испытуемые погибали, однако Аллегра понимает, что раз Боб выжил, то он обрёл суперсилу. По прибытии Боб принимает огонь на себя, давая остальным возможность сбежать. Однако Боба всё же захватывают и перевозят в Нью-Йорк. Тем временем Алексей Шостаков / Красный Страж, работающий водителем, подслушивает разговор Валентины ещё до её отправки к бункеру и устремляется туда. Он спасает Уокера, Белову и Старр и именует команду «Громовержцами» в честь футбольной команды, в которой Белова участвовала в детстве. Группу преследуют агенты Аллегры, которых останавливает Барнс. Он также связывает команду, чтобы те впоследствии дали свои показания против Аллегры на слушании по импичменту. Узнав о Бобе, Барнс объединяется с ними, и «Громовержцы» отправляются в Нью-Йорк, а именно к старой башне Мстителей, которая ныне находится во владении Валентины. Когда они прибывают туда, де Фонтейн приглашает их на разговор и представляет им Роберта Рейнольдса по прозвищу «Часовой», которого девушка ранее настроила против команды и научила управлять своими силами. Часовой побеждает команду и заставляет отступить, но начинает сомневаться в действиях Валентины, считая, что он всего лишь пешка, имеющая при этом силу бога. Валентина пытается его убить, но тот нападает на неё. Ситуацию спасает Мэл, которая отключает Боба с помощью переключателя. Однако это приводит к появлению Мрака, альтер-эго Роберта, который превращает людей в тени и погружает Нью-Йорк во тьму.
Зная, что злодея можно остановить только с помощью Роберта, Белова шагает в измерение Мрака. Там она понимает, что измерение Мрака представляет собой главные страхи для человека, заставляя его переживать их снова и снова. В одной из сцен детства Белова встречает Боба и проникает к нему в комнату. Он заявляет, что сопротивляться бессмысленно и что он находится в самой лучшей для себя комнате. Елена уговаривает его уйти, но Мрак не даёт им это сделать. К ним на помощь прибывает остальная команда, и они попадают в воспоминание Роберта об экспериментах в Малайзии, где у него впервые проявилась суперсила. Там они встречают Мрака, который с лёгкостью одолевает «Громовержцев» и всячески провоцирует Боба. Тот нападает на Мрака, из-за чего последний начинает его поглощать. Елена, Уокер, Алексей, Баки и Старр останавливают и успокаивают Боба, после чего Мрак пропадает, а тьма рассеивается. Вернувшись в реальный мир, Боб говорит, что не помнит ничего, что происходило в измерении Мрака, и присоединяется к «Громовержцам». Они пытаются задержать Валентину, однако та представляет общественности «Громовержцев» как команду «Новые Мстители».
В первой сцене после титров Шостаков рекомендует женщине в магазине купить хлопья с изображением Новых Мстителей. Во второй сцене команда обсуждает кризис в космосе и получает сигнал о вхождении в атмосферу Земли космического корабля с эмблемой в виде большой синей четвёрки.

## Актёрский состав

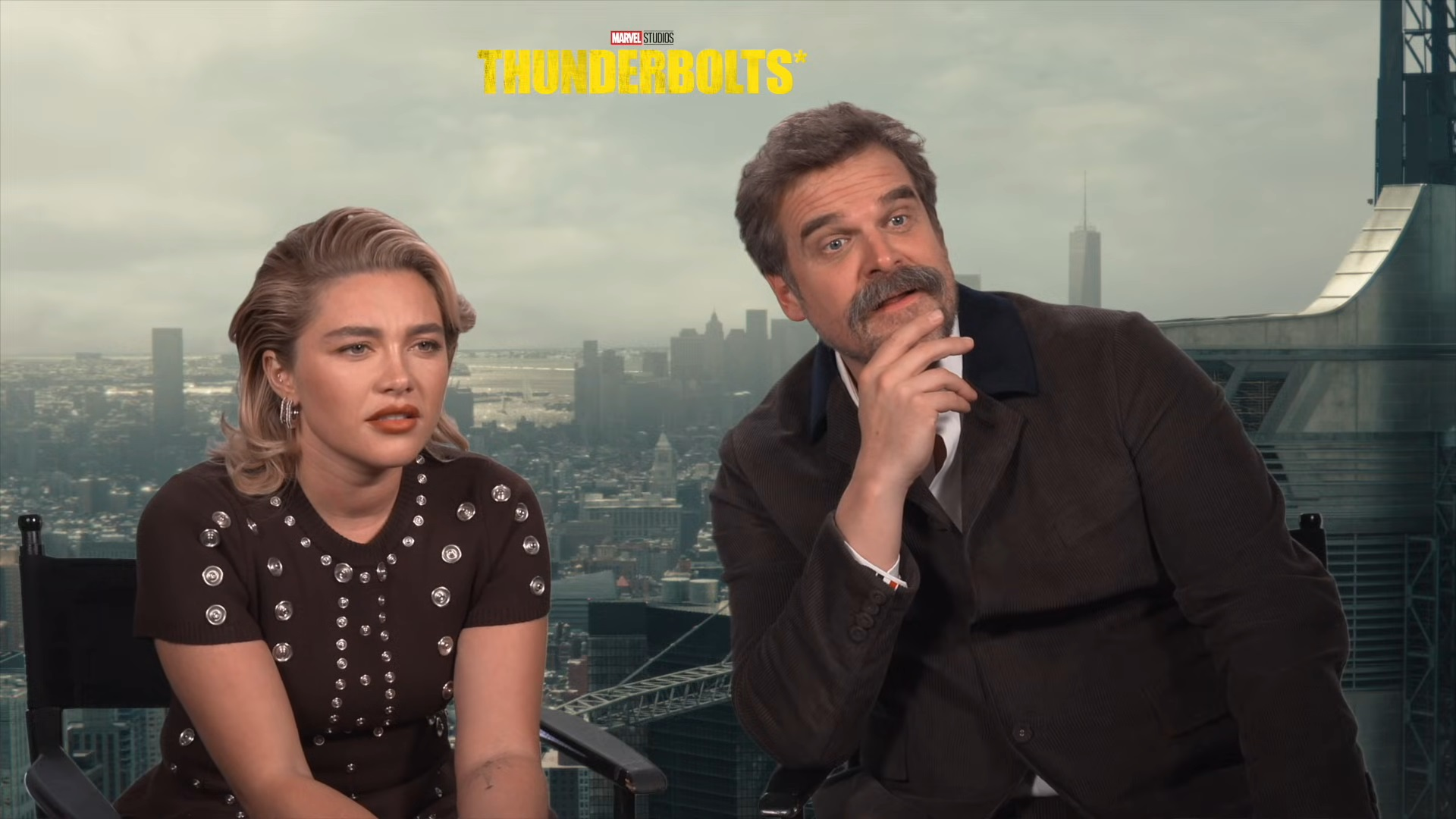
Флоренс Пью и Дэвид Харбор на интервью

- Флоренс Пью — Елена Белова:
Член «Громовержцев», обучавшаяся в Красной комнате быть Чёрной вдовой[7]. По словам Пью, на героиню в основном повлияли негативные события последних проектов КВМ, в том числе смерть приёмной сестры Наташи Романофф / Чёрной вдовы в фильме «Мстители: Финал» (2019)[8].
- Себастиан Стэн — Джеймс «Баки» Барнс:
Усовершенствованный солдат и де-факто лидер «Громовержцев»[7][9]. Считалось, что Баки погиб в бою во время Второй мировой войны, однако он вернулся в настоящем в качестве убийцы с промытыми мозгами[7]. После удаления программы «Зимний солдат» Барнс был избран членом Конгресса США[10]. В интервью изданию Variety Стэн сравнивал Барнса с Рэндлом Макмерфи в исполнении Джека Николсона из фильма «Пролетая над гнездом кукушки» (1975), говоря, что они оба приходят в хаотичную и деградирующую группу, участникам которой предстоит объединиться[11].
- Уайатт Рассел — Джон Уокер / Агент США:
Усиленный суперсолдат и член «Громовержцев», являвшийся награждённым капитаном рейнджеров армии США и Капитаном Америкой, прежде чем правительство США с позором уволило его[7].
- Ольга Куриленко — Антония Дрейкова / Таскмастер:
Обладает фотографическими рефлексами, которые позволяют ей имитировать стиль боя своих противников. Она находилась под контролем своего отца Дрейкова для выполнения заданий для Красной комнаты, пока её не освободила сестра Беловой Наташа Романофф[7].
- Льюис Пуллман — Роберт «Боб» Рейнольдс / Часовой / Мрак:
 Человек, наделённый сверхсилами и страдающий амнезией[12][13]. Мрак, альтер-Эго Роберта, полностью окутан тенью, непобедим, распространяет тьму и превращает людей в тени[13].
- Дэвид Харбор — Алексей Шостаков / Красный Страж: русский суперсолдат и член «Громовержцев», являющийся аналогом Капитана Америки и приёмным отцом Беловой[7].
- Ханна Джон-Кеймен — Эйва Старр / Призрак: женщина с молекулярной нестабильностью и член «Громовержцев», которая может проходить сквозь предметы[7]. Джон-Кеймен заявила, что фильм показывает другую сторону персонажа после её появления в фильме «Человек-муравей и Оса» (2018): Призрак больше не находится в состоянии постоянного молекулярного дисбаланса и может контролировать свои силы[14].
- Джулия Луи-Дрейфус — Валентина Аллегра де Фонтейн: графиня и директор ЦРУ, работающая с Еленой Беловой и Уокером[7][15].

Джеральдин Висванатан исполнила роль Мэл, помощницы Валентины.

## Производство

### Разработка
Во время производства фильма «Стражи Галактики» (2014) режиссёр Джеймс Ганн выразил заинтересованность в создании фильма о Громовержцах. Кевин Файги, президент Marvel Studios, отметил, что это вполне возможно, учитывая успех «Стражей Галактики», однако Ганн после режиссуры фильма DC «Отряд самоубийц: Миссия навылет» (2021) отказался снимать «Громовержцев». В июне 2018 года Ханна Джон-Кеймен заявила о своём желании сыграть Эйву Старр / Призрака в фильме о Громовержцах (версия персонажа из комиксов была членом данной команды).
Предположения о том, что в Кинематографической вселенной Marvel (КВМ) появятся Громовержцы, появились в середине 2019 года, когда студия объявила, что Даниэль Брюль вновь исполнит роль Гельмута Земо в сериале Disney+ «Сокол и Зимний солдат» (2021). В этом сериале, а также в фильме «Чёрная вдова» (2021), Джулия Луи-Дрейфус сыграла Валентину Аллегру де Фонтейн, женщину, работающую с Джоном Уокером / Агентом США (Уайатт Рассел) и Еленой Беловой / Чёрной вдовой (Флоренс Пью). Поклонники киновселенной считали, что Громовержцы появятся в «Соколе и Зимнем солдате», основываясь на участии в сериале Земо, Уокера и де Фонтейн. Исполнительный продюсер Нейт Мур заявил, что команда не должна была появиться в данном сериале, поскольку создатели не хотели «затуманивать историю». Главный сценарист Малкольм Спеллман считает, что вокруг потенциального появления команды в КВМ ведётся «много разговоров», добавив: «Я не знаю, сошли ли фанаты с ума или нет».
В июне 2022 года режиссёром «Громовержцев» был назначен Джейк Шрейер, который представил презентацию, «сразившую наповал» руководителей Marvel Studios. Сценаристом стал Эрик Пирсон, а продюсером — Файги. Студия поддерживала контакт с актёрами, чтобы обсудить их готовность к повторному исполнению своих ролей. По предположениям зрителей, команда могла бы состоять из таких персонажей, как Земо, Белова, Таскмастер, Агент США, Призрак, Мерзость, Баки Барнс или Клинт Бартон, с де Фонтейн или Земо во главе команды. Журнал Deadline Hollywood высказал предположение, что в фильме на роль Таддеуса «Громовержца» Росса могут позвать другого актёра после смерти Уильяма Хёрта, поскольку этот персонаж имеет прочные связи с командой в комиксах. ComicBook.com считает, что Marvel Studios могла бы заменить Росса другим персонажем — Робертом Мавериком, вторым героем комиксов, ставшим Красным Халком. Фильм был официально анонсирован в июле на San Diego Comic-Con и получил дату выхода — 26 июля 2024 года. Первоначально планировалось, что это будет последний фильм в Пятой фазе КВМ.

### Подготовка к съёмкам
В сентябре 2022 года Джастин Кролл из Deadline Hollywood сказал, что концепция фильма заключалась в том, чтобы Пью, Рассел и Брюль сыграли членов команды антигероев, которую возглавит Белова; Кролл назвал это спин-оффом для персонажа. На D23 Expo в том же месяце Пью, Рассел, Джон-Кеймен и Луи-Дрейфус были утверждены на главные роли вместе с Себастианом Стэном в роли Барнса, Дэвидом Харбором в роли Алексея Шостакова / Красного Стража и Ольгой Куриленко в роли Антонии Дрейковой / Таскмастера; данные актёры вернулись к своим ролям из предыдущих проектов КВМ. Харбор сказал, что фильм будет уникальным для КВМ, описав основной актёрский состав как «сборище отбросов, изгоев и неудачников, а также людей, которые на самом деле не соответствуют статусу „супер“ в „супергерое“». Пью должна была получить восьмизначный гонорар за участие в «Громовержцах» и ещё одном фильме КВМ. В конце месяца Джефф Снайдер из Above the Line сообщил, что Харрисон Форд был главным кандидатом Marvel Studios на замену Уильяму Хёрту в роли Росса, и Marvel планировала объявить о его участии на D23, однако президент Lucasfilm Кэтлин Кеннеди попросила студию не делать этого, посчитав, что это помешает продвижению фильма «Индиана Джонс и Колесо судьбы» (2023). Снайдеру было не до конца известно, отказался ли Форд от роли с того момента. В середине октября Снайдер объявил, что Форд получил роль Росса и впервые появится в фильме «Капитан Америка: Новый мир» (2024). Вскоре после этого участие Форда в «Новом мире» и «Громовержцах» было официально подтверждено. В январе 2023 года Луи-Дрейфус сообщила, что съёмки начнутся в июне, а Айо Эдебири присоединилась к актёрскому составу с неизвестной на тот момент ролью. В следующем месяце Стивен Ён получил важную роль для «Громовержцев» и для возможных будущих фильмов КВМ, позже была раскрыто, что он сыграет Часового.
В марте 2023 года Ли Сонджин сообщил о том, что присоединился к проекту, чтобы переписать сценарий по просьбе Шрейера; ранее Ли работал со Шрейером над сериалом от Netflix «Грызня», который сам создал. Ли рассказал, что в кинокомиксе его привлекло «множество тем и потрясающих вещей»; сценарист отметил, что, в отличие от «Грызни», «Громовержцы*» — проект Шрейера, хотя они по-прежнему тесно сотрудничают и «большой размах» фильма требует иного сценарного подхода. Снайдер заявил, что сценарий Пирсона слишком много внимания уделял персонажам «Чёрной вдовы», с которыми зрители уже хорошо знакомы, а Marvel Studios хотела, чтобы у других персонажей была равная по значимости роль, поэтому фильм теперь будет ощущаться как ансамблевый. Грейс Юн стал художником-постановщиком кинокартины. В мае к разработке присоединился оператор Стив Йедлин, но в связи с начавшейся в том же месяце забастовкой Гильдии сценаристов США съёмки были отложены, а работу планировалось возобновить уже по её окончании. В следующем месяце Кинокомиссия Юты объявила, что в середине 2023 года «Громовержцев» будут снимать в округах Эмери и Гранд, а на съёмки в каждом из них будет потрачено по $4,5 млн. Вскоре после этого дата премьеры фильма была перенесена на 20 декабря 2024 года, а после завершения забастовки SAG-AFTRA в ноябре — на 25 июля 2025 года. В январе 2024 года Стивен Ён покинул проект. В феврале 2024 года фильм поменялся датами релиза с картиной «Фантастическая четвёрка: Первые шаги», и его релиз теперь запланирован на 5 мая 2025 года

### Съёмки
Основной съёмочный период начнётся после забастовки сценаристов под рабочим названием «Oops All Berries». Название является отсылкой к разновидности сухих завтраков Cap’n Crunch, представляющей собой хлопья с ягодным вкусом. Оператором выступит Эндрю Дроз Палермо. Изначально съёмки должны были стартовать в середине июня 2023 года и продлиться шесть месяцев и ожидалось, что забастовка сценаристов не повлияет на процесс, а Marvel Studios будет снимать весь материал, который сможет, во время основных съёмок, а поправки будут вноситься уже на этапе пересъёмок; в конечном итоге из-за забастовки съёмки были отложены. Харбор собирался сниматься параллельно в «Громовержцах» и пятом сезоне сериала «Очень странные дела», съёмки которого также должны были проходить в Атланте, но были отложены из-за забастовки сценаристов. Съёмки также пройдут в округах Эмери и Гранд в штате Юта.

### Завершение производства
Монтажёрами фильма стали Гарри Юн и Анджела М. Катанзаро. Юн ранее работал над фильмом «Шан-Чи и легенда десяти колец» (2021).

### Музыка
Группа Son Lux приступила к записи партитуры для «Громовержцев*» в лондонской студии Abbey Road в первую неделю февраля 2025 года. Альбом саундтреков с их музыкой был выпущен лейблами Hollywood Records и Marvel Music 30 апреля 2025 года.

## Выход
Европейская премьера «Громовержцев*» состоялась 22 апреля 2025 в кинотеатре Cineworld Leicester Square в Лондоне.
В США фильм выйдет 2 мая 2025 года в IMAX, Dolby Cinema, RealD 3D, ScreenX и 4DX. Изначально выпуск был запланирован на 26 июля, на 20 декабря 2024 года и на 25 июля 2025 года. Это последний фильм Пятой фазы КВМ.

## Восприятие

### Реакция зрителей
В середине апреля 2025 года появились прогнозы, что «Громовержцы*» заработают 63—77 млн долларов в США, а «целевой показатель» должен был составить $ 70 млн. К концу месяца прогнозировалось, что фильм заработает 70—75 миллионов долларов на внутреннем рынке и 160—175 миллионов долларов на мировом, при этом некоторые прогнозы доходили до 80—90 миллионов долларов. За первый день проката фильм собрал $ 31,6 млн, включая $ 11,6 млн, собранных на премьерных показах в четверг 1 мая. В первые выходные лента заработала $ 76 млн в США и $ 86,1 за рубежом, в общей сложности собрав $ 162,1 млн.
В сцене после титров персонаж с русскими корнями, а именно Красный страж, предлагает назвать команду «New Avengerz» вместо «Avengers», так как второе название уже занято. Это вызвало недовольство у украинских зрителей, которые сочли это выражением поддержки России в рамках российско-украинской войны.

### Отзывы критиков
На сайте-агрегаторе рецензий Rotten Tomatoes фильм получил рейтинг одобрения 88 % на основе 351 отзыва. Консенсус сайта гласит: «Собрав разношёрстную банду неудачников с Флоренс Пью в качестве главной героини, „Громовержцы*“ вновь возвращаются к проверенному и верному сценарию лучших приключений КВМ». На сайте Metacritic средневзвешенная оценка фильма составляет 68 баллов из 100 на основе 53 рецензий, что соответствует критерию «в целом положительные отзывы». Зрители, опрошенные CinemaScore, поставили фильму среднюю оценку «A−» по шкале от «A+» до «F». 74 % зрителей на PostTrak заявили, что «однозначно рекомендуют его к просмотру».
Критик Боб Монделло из NDR в своей рецензии назвал картину «довольно эффективной смесью неудачников-наёмников и поп-психологии» и уточнил, что по сравнению с ранней серией неудачных фильмов КВМ, этот проект является «облегчением». Джейк Койл из Associated Press высоко оценил актёрскую игру Флоренс Пью, также назвал «Громовержцев» лучшим фильмом Marvel за последние годы и написал следующее: «Все собранные здесь элементы, особенно отличный актёрский состав, безупречно работают и сочетаются вместе так, как Marvel уже давно не делала». Николас Барбер из BBC Culture написал в целом положительную рецензию, в которой похвалил подход фильма, ориентированный на персонажей, а также игру Пью. По мнению критика, картина понравится зрителю независимо от того, является он фанатом Marvel или нет, и её привлекательность состояла прежде всего в том, что герои фильма смертны и не имеют особых суперсил, в отличие от остальных персонажей франшизы. Роббин Коллин из The Daily Telegraph раскритиковал фильм, поставив ему 2,5 балла из 5. Он назвал фильм скучным вплоть до сцены после титров, которая намекает на более интересные и менее запутанные события в будущем.

### Награды и номинации
| Награда                            | Дата церемонии вручения | Категория                                     | Получатель(-и)     | Результат | Ист.   |
| ---------------------------------- | ----------------------- | --------------------------------------------- | ------------------ | --------- | ------ |
| Kids’ Choice Awards                | 21 июня 2025            | «Любимый фильм»                               | «Громовержцы*»     | Номинация | [ 82 ] |
| Kids’ Choice Awards                | 21 июня 2025            | «Любимый удар по заднице»                     | Флоренс Пью        | Номинация | [ 82 ] |
| Kids’ Choice Awards                | 21 июня 2025            | «Любимый удар по заднице»                     | Себастиан Стэн     | Номинация | [ 82 ] |
| Кинопремия «Astra» середины сезона | 3 июля 2025             | «Лучший фильм»                                | «Громовержцы*»     | Номинация | [ 83 ] |
| Кинопремия «Astra» середины сезона | 3 июля 2025             | «Лучшие трюки»                                | «Громовержцы*»     | Номинация | [ 83 ] |
| Кинопремия «Astra» середины сезона | 3 июля 2025             | «Лучшая женская роль»                         | Флоренс Пью        | Победа    | [ 83 ] |
| Кинопремия «Astra» середины сезона | 3 июля 2025             | «Лучшая мужская роль второго плана»           | Льюис Пуллман      | Номинация | [ 83 ] |
| Суперпремия «Выбор критиков»       | 7 августа 2025          | «Лучший супергеройский фильм»                 | «Громовержцы*»     | Ожидается | [ 84 ] |
| Суперпремия «Выбор критиков»       | 7 августа 2025          | «Лучшая мужская роль в супергеройском фильме» | Дэвид Харбор       | Ожидается | [ 84 ] |
| Суперпремия «Выбор критиков»       | 7 августа 2025          | «Лучшая мужская роль в супергеройском фильме» | Льюис Пуллман      | Ожидается | [ 84 ] |
| Суперпремия «Выбор критиков»       | 7 августа 2025          | «Лучшая женская роль в супергеройском фильме» | Флоренс Пью        | Ожидается | [ 84 ] |
| Суперпремия «Выбор критиков»       | 7 августа 2025          | «Лучшая женская роль в супергеройском фильме» | Джулия Луи-Дрейфус | Ожидается | [ 84 ] |
| Суперпремия «Выбор критиков»       | 7 августа 2025          | «Лучший злодей в фильме»                      | Льюис Пуллман      | Ожидается | [ 84 ] |

### Комментарии
1. ↑  Звёздочка в названии обозначает альтернативное название фильма, которое было раскрыто в конце финальных титров как «Но́вые Мсти́тели» (англ. The New Avengers)[4].
2. ↑  Эмблема является главным логотипом Фантастической четвёрки из альтернативной вселенной, история которой в рамках КВМ будет раскрыта в фильме «Фантастическая четвёрка: Первые шаги» 2025 года[4].
3. ↑  В интервью изданию Entertainment Weekly режиссёр Джейк Шрейер заявил, что сцена снималась на съёмочной площадке предстоящего кроссовера «Мстители: Судный день» (2026) и изначально создавалась для него[5].
4. ↑  Даты вручения наград и проставления номинаций указаны в хронологическом порядке.